# Calvatia gigantea
Calvatia gigantea (Batsch) Lloyd, 1904 è un fungo appartenente alla famiglia Agaricaceae che può raggiungere dimensioni ragguardevoli. Sono stati ritrovati esemplari fino a 20-25 kg e raggiungenti 1 m di diametro.

## Etimologia
Il nome deriva da gigantea, "gigante", per via delle dimensioni enormi che può raggiungere.

## Descrizione della specie

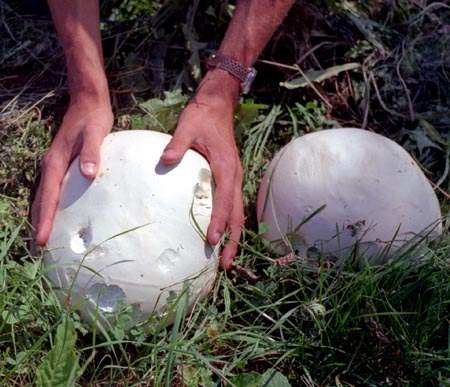
C. gigantea

### Corpo fruttifero
Corpo fruttifero subgloboso, tondeggiante, 10-50 cm di diametro; parte esterna (esoperidio) liscia, fragile, biancastra, fugace; parte interna (endoperidio) fragile, biancastra o grigio-giallastro, frammentandosi evidenzia la gleba.

### Carne
Carne bianca nel fungo giovane, pulverulenta e giallo-verdognola nel fungo maturo.
- Odore: forte, fungino, non da tutti apprezzato.
- Sapore: gradevole, fungino.

### Caratteri microscopici
Spore
Globose o tondeggianti, brevemente apicolate, verrucose, di colore bruno-tabacco in massa, 3-5,5 x 3-5 µm.

### Distribuzione e habitat
Si riproduce in estate-autunno, tra l'erba di giardini, parchi, luoghi incolti e pascoli.

## Commestibilità
Buona da giovane, quando la carne (gleba) è ancora soda e bianca.

Si presta bene ad essere consumato tagliato a fette alla piastra, oppure impanato.

## Tassonomia

### Sinonimi e binomi obsoleti
- Bovista gigantea (Batsch) Gray, A Natural Arrangement of British Plants (London) 1: 583 (1821)
- Calvatia gigantea (Batsch) G. Cunn., Trans. Proc. N.Z. Inst. 57: 192 (1926)
- Globaria gigantea (Batsch) Quél., Mém. Soc. Émul. Montbéliard, Sér. 2 5: 370 (1873)
- Langermannia gigantea (Batsch) Rostk., in Sturm, Deutschl. Fl., 3 Abt. (Pilze Deutschl.) 3: 23 (1839)
- Lasiosphaera gigantea (Batsch) F. Šmarda, Fl. ČSR, Gasteromycet.: 308 (1958)
- Lycoperdon giganteum Batsch, Elenchus fungorum, cont. prim. (Halle): 237 (1786)[2]

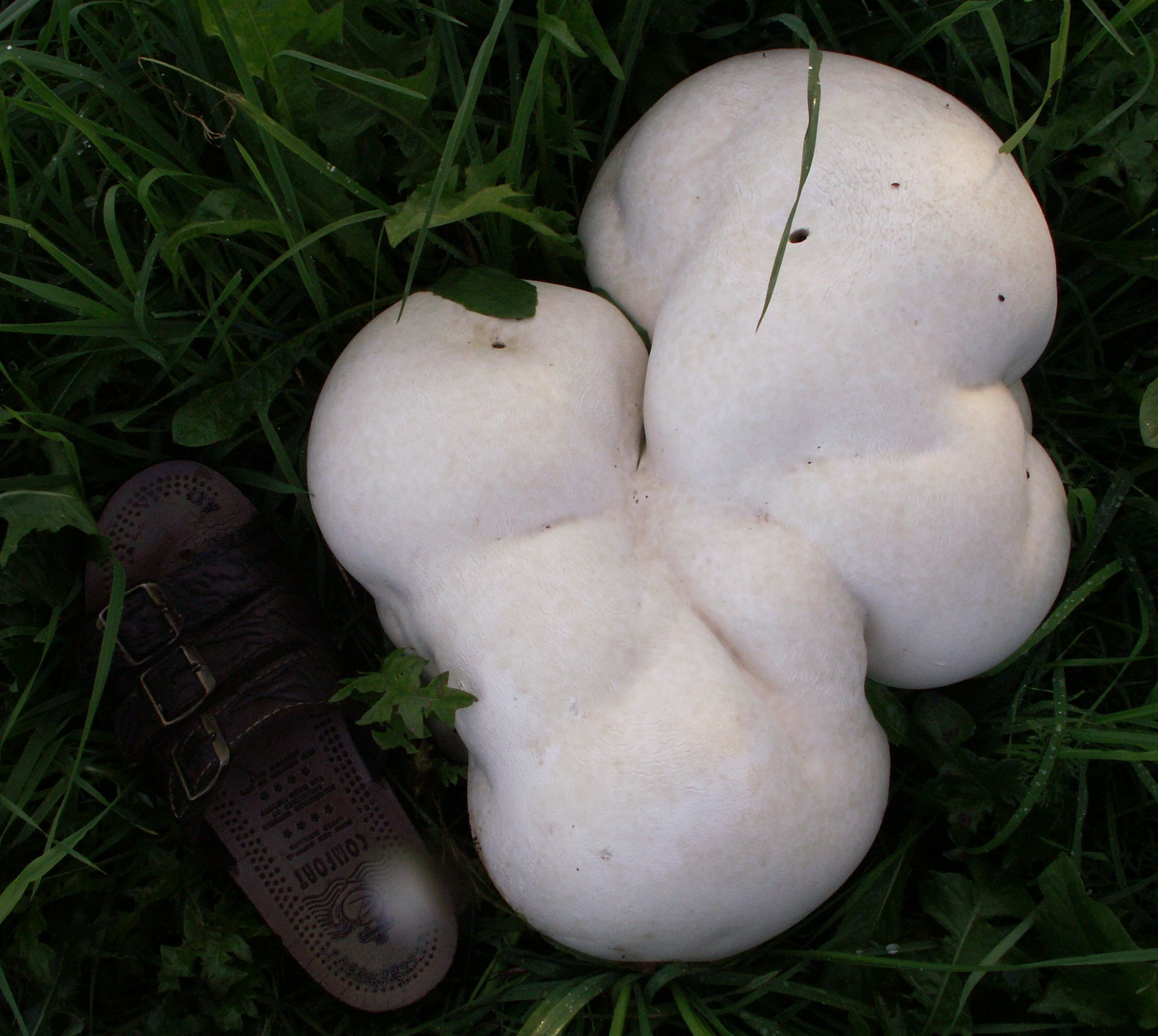
Esemplare di forma irregolare